# こだわりの味協同組合
こだわりの味協同組合（こだわりのあじきょうどうくみあい）は、静岡県静岡市に主たる事務所を置く協同組合である。
「自然の味」ブランドによる国産原料、添加物不使用を基本とした食品の企画・開発・販売を行っている。また、「自然の恵」ブランドによる環境配慮的雑貨の販売も行っている。

## 概要
少量生産のため全国チェーンの納入が難しい中小食品メーカーと全国チェーンとの差別化を図ろうとする地場スーパーマーケットが連携して共同事業を行うことを目的とした協同組合である。
1996年（平成8年）に静岡県内の中小食品メーカーやスーパーマーケットなど57社により静岡県こだわりの味協同組合として設立された。2001年（平成13年）に組合の地区を全国に広げ、その後、組合名称もこだわりの味協同組合に変更する。
参加する食品メーカーには日本国内産原料を使用することを求めており、同組合ブランドで販売するためには消費者も交えた商品認定委員会の承認を得ることを必要としている。加工食品分野では比較的早期からトレーサビリティの取組を始めていることで知られ、2004年（平成16年）から原料産地から製造工程に至るまでの情報開示を行っている。
2010年代以降、在来農法による作物や金太もちなどの在来品種の販売も開始している。

## 組合員企業
2024年11月現在。ここでは食品小売業で構成される組合員のみ掲載する。

- 北海道 - 東武、相沢食料百貨店
- 青森県 - 紅屋商事
- 岩手県 - 食彩工房
- 秋田県 - マルシメ
- 山形県 - おーばんホールディングス
- 福島県 - AMEKAZE
- 茨城県 - セイミヤ、かわねや
- 埼玉県 - 酒商増田屋
- 千葉県 - ナリタヤ、石原、かわた、高橋商店、おおたや
- 東京都 - 日東燃料工業、大和寿食品、信濃屋食品、ショッピングセンター丸正総本店、こだわりや、九州屋
- 神奈川県 - 大寿、ローヤルよつや
- 新潟県 - 片山商事、スーパーいまがわ
- 石川県 - どんたく
- 福井県 - フード福井
- 山梨県 - アマノ
- 長野県 - タケダストアー、ニシザワ
- 岐阜県 - ファミリーストアさとう
- 静岡県 - カドイケ、ナガヤ、静鉄ストア、カネハチ、スーパーラック、スーパー安藤、ジェイエイしみずサービス、マルキフードセンター、田子重、富士屋、遠鉄ストア、三善、プランエコ
- 愛知県 - 渥美フーズ、マグフーズ、スーパーヤマダイ、サンエース、山信商店、イシハラフード
- 三重県 - マルヤス
- 京都府 - ヘルスライフ、山庄
- 大阪府 - 不二商事
- 兵庫県 - ガンピー、ヤマダストアー
- 和歌山県 - プラス
- 鳥取県 - サンマート
- 島根県 - ウシオ
- 岡山県 - グランドマート、ヒナセショッピングセンター、仁科百貨店
- 広島県 - ニチエー、酒商山田ホールディングス、西條商事
- 山口県 - ユアーズ・バリュー、丸久
- 徳島県 - キョーエイ
- 香川県 - 厳選
- 愛媛県 - FunTable Kitchen
- 高知県 - サンプラザ、末広、土佐山田ショッピングセンター
- 福岡県 - マキイ
- 佐賀県 - まいづる百貨店
- 宮崎県 - ハツトリー、スーパー大浦、サンシールさの